# 飯田圭織・今夜も交信中!
飯田圭織・今夜も交信中!（いいだかおり・こんや - こうしんちゅう!）は、2001年 (平成13年) 4月から2003年 (平成15年) 3月まで、ニッポン放送をキー局として、NRN全国ネットで放送されていたラジオ番組。パーソナリティは、モーニング娘。第1期メンバーの飯田圭織。
編成上は『モーニング娘。矢口真里のallnightnippon SUPER!』（上記同時期放送、木曜日22:00 - 24:00）の内包番組として、原則23:00 - 23:30に放送していた。

## 概要
- タイトルには、飯田が空想癖によりボーッとする姿が、モーニング娘。メンバーから「まるで宇宙と交信しているようだ」と評価されたことと、「この番組でファンと言葉のキャッチボール (交信) をしたい」という飯田の想いが込められている。番組あての葉書を「交信記録」と呼んでいた。
- その「空想癖」や、TBS系列の『うたばん』での「ジョンソン」のイメージなどもあり、当初、ニッポン放送内部での飯田に対する期待は薄かったという。だが、テレビとは違う人間らしさをさらけ出し、率直に語る姿に番組は大きな反響を呼んだ。
- オープニングテーマ曲は、Plus-Tech Squeeze Boxの「A day in the radio」。
- コーナーとして、リスナーから思い込みや迷信などを募集・紹介する「迷信高速道路」(BGM：スティービー・ワンダー『迷信』) などがあった。

## エピソード
- 当時、飯田と同じアップフロント系列だったハーモニープロモーションに所属していたシンガーソングライター・より子。(現芸名：より子) はこの番組のファンだった。ハーモニープロモーション社長で、モーニング娘。初代マネージャー・和田薫の薦めで聴き始め、そのうちに「和田がなぜこの番組を薦めたかが理解でき、番組に感銘を受けた」という。その後、より子。は飯田をモデルにした曲『Plume Radio』を制作した。
- 基本的に一人での進行だが、一度だけガチャピンがゲスト出演したことがある。番組内で飯田が「友達が『ガチャピンの人は毎回変わっている』と言っているけど自分は違うと思う」と発言したのがきっかけ。
- 「allnightnippon SUPER!」の月〜金曜のパーソナリティが番組内でリスナーの家庭教師をする企画では、矢口に代わってリスナーの家に出向き、ロケを行った。